# 정보통신기반보호위원회
정보통신기반보호위원회는 정보통신기반시설의 보호에 관한 사항을 심의하기 위하여 설치된 대한민국 국무총리실 소속의 정부위원회이다. 행정안전부에서 주관하고 있으며, 위원회 성격은 심의위원회이다.

## 설치 근거
- 정보통신기반보호법 제3조

## 기능
- 주요정보통신기반시설 보호정책의 조정에 관한 사항
- 주요정보통신기반시설에 관한 보호계획의 종합․ 조정에 관한 사항
- 주요정보통신기반시설 보호와 관련된 제도의 개선에 관한 사항
- 그 밖에 주요정보통신기반시설 보호와 관련된 주요 정책사항으로서 위원장이 부의하는 사항

## 구성
- 위원장 : 국무조정시장(당연직)
- 위원 : 당연직 11명
  - 외교통상부차관, 행정안전부차관, 지식경제부차관, 고용노동부차관, 보건복지가족부차관, 국토해양부차관, 방송통신위원회부위원장, 금융위원회부위원장, 중앙선거관리위원회 사무차장, 국회사무처 사무차장, 국가정보원 차장